# Grote vale spotvogel
De grote vale spotvogel (Hippolais languida) is een zangvogel uit de familie Acrocephalidae (rietzangers).

## Verspreiding en leefgebied
Deze soort broedt van Turkije tot zuidelijk-centraal Azië en overwintert in noordoostelijk Afrika.

## Status
De grootte van de populatie is in 2021 geschat op 245.000-600.000 volwassen vogels. Op de Rode lijst van de IUCN heeft deze soort de status niet bedreigd.